# Kommunvapen i Sverige, upphörda 1952 eller tidigare
Kommunvapen i Sverige förda av kommuner som upphörde vid kommunreformen 1952 eller tidigare. För kommunvapen som gällde mellan denna reform och den senaste genomgripande kommunreformen, se kommunvapen i Sverige 1952–1970. För Sveriges nuvarande kommunvapen, se kommunvapen i Sverige. 

## Stockholms län

Duvbo municipalsamhälle upphörde 1949, numera i Sundbybergs kommun – se Sundbybergs kommunvapen
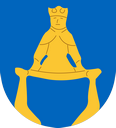
Lagga landskommun till Knivsta 1952, numera i Uppsala län – se Knivsta kommunvapen

## Uppsala län

Gamla Uppsala landskommun till Uppsala stad 1947 – se Uppsala kommunvapen
Läby landskommun till Norra Hagunda 1952, numera i Uppsala kommun – se Uppsala kommunvapen
Stockholms-Näs landskommun till Upplands‐Bro 1952, numera i Stockholms län – se Upplands-Bro kommunvapen

## Södermanlands län

Barva landskommun till Kafjärden 1952, numera i Eskilstuna kommun – se Eskilstuna kommunvapen
Näshulta landskommun till Husby‐Rekarne 1952, numera i Eskilstuna kommun – se Eskilstuna kommunvapen

## Jönköpings län

Bolmsö landskommun till Unnaryd 1952, numera uppdelad mellan Gislaveds kommun och (i Kronobergs län) Ljungby kommun – se Gislaveds kommunvapen och Ljungby kommunvapen

## Hallands län

Lindbergs landskommun till Lindberga 1952, numera i Varbergs kommun – se Varbergs kommunvapen

## Värmlands län

Färnebo landskommun till Värmlandsberg som övertog vapnet 1952, numera i Filipstads kommun – se Filipstads kommunvapen
Ransäters landskommun ombildades till Munkfors köping 1949, numera vapen för Munkfors kommun – se Munkfors kommunvapen
Värmskogs landskommun till Stavnäs 1952, numera i Grums kommun – se Grums kommunvapen

## Kopparbergs län

Borlänge köping till Borlänge stad 1944 – se Borlänge kommunvapen
Domnarvets landskommun till Borlänge stad 1944, numera vapen för Borlänge kommun – se Borlänge kommunvapen
Garpenbergs landskommun till Hedemora landskommun 1952 – se Hedemora kommunvapen
Silvbergs landskommun till Gustafs landskommun 1952, numera i Säters kommun – se Säters kommunvapen
Torsångs landskommun till Stora Tuna landskommun 1952, numera i Borlänge kommun – se Borlänge kommunvapen

## Jämtlands län

Linsells landskommun till Svegs landskommun 1952, numera i Härjedalens kommun – se Härjedalens landskapsvapen